# Bjergbygård
Bjergbygaard nævnes så tidligt som i kong Valdemars jordebog fra 1230. Gården ligger i landsbyen Stigs Bjergby i det tidligere Tuse Herred, Holbæk Amt, Tornved Kommune. Hovedbygningen er opført i 1805.
Bjergbygaard Gods er på 374 hektar med Enghaven.

## Ejere af Bjergbygaard
- (1230-1326) Kronen
- (1326-1361) Peter Carlsen
- (1361-1371) Christine Petersdatter Carlsen gift Johansen
- (1371-1381) Bent Biug
- (1381-1392) Otto Skaadt
- (1392-1425) Jep Bille
- (1425-1450) Torben Jepsen Bille / Erik Jepsen Bille
- (1450-1484) Forskellige ejere
- (1484-1510) Johan Oxe
- (1510-1530) Henrik Jensen Dresselbjerg
- (1530-1570) Anders Henriksen Dresselbjerg
- (1570-1600) Niels Andersen Dresselbjerg
- (1600-1616) Anders Nielsen Dresselbjerg / Hans Nielsen Dresselbjerg
- (1616-1630) Frederik Parsberg
- (1630-1632) Vilhelm Parsberg / Manderup Parsberg
- (1632-1662) Sophie Kaas gift Parsberg
- (1662-1691) Claus Maltesen Sehested
- (1691-1730) Johan Adolf de Clerque
- (1730-1731) Albrecht Philip von Eynden
- (1731-1745) Vibeke Krog gift von Eynden
- (1745-1764) Christian Teilmann
- (1764-1766) Jacob Damkjær
- (1766-1769) Johan Neergaard
- (1769-1775) Mette Regine Neergaard (f. Christensdatter), enke efter Johan Neergaard
- (1775-1783) Manasse Monrad
- (1783-1787) Christian Frederik Numsen
- (1787-1803) Michael Lassen
- (1803-1833) Cosmus Bornemann
- (1833-1883) Phillip Julius Bornemann
- (1883-1888) Walleen
- (1888-1926) Adolph Brockenhuus-Schack
- (1926-1931) J. Teilmann
- (1931-1942) Prins Erik af Danmark
- (1942-1946) Frits Løvenskiold
- (1946-1990) Hans Buchart Petersen
- (1990-1998) Lars P. Jacobsen
- (1998-2004) Niels Ulrich Voetmann
- (2004-) Niels Ivar Vibholm